# الشمال يتذكر
الشمال يتذكر (بالإنجليزية: The North Remembers)‏ هي الحلقة الأولى من الموسم الثاني من المسلسل الفانتازي صراع العروش، والمُقتبس من سلسلة روايات أغنية الجليد والنار للمؤلف جورج ر. ر. مارتن، وهي الحلقة رقم 11 من المسلسل ككل. عُرضت الحلقة لأول مرة في 1 أبريل 2012، على شبكة إتش بي أو المُنتجة للمسلسل، وكانت من كتابة ديفيد بينيوف، ودي. بي. وايس، ومن إخراج آلان تايلور.

## ملخص الحلقة
يعود (تيريون) إلى «كينغ لاندينغ» حاملاً أخباراً لـ (سيرسي) بأنه سيكون هو «ساعد الملك» بغياب والدهم مما يغيظ (سيرسي) ويغضبها كثيراً؛ يكتشف (جوفري) لاحقاً أن له أخوة غير شرعيين فيأمر جنوده بقتل جميع أولاد الزنا، وبعد بحثٍ علموا أن ذاك الفتى هو حدّاد اسمه (غيندري) وقد أخُذ مع مجموعة من الفتيان -هي ذاتها المجموعة التي رحلت (آريا) معهم- إلى الجدار الشمالي. في «دراغون ستون»، يُعلن (ستانيس براثيون) ولاءه لـ (ميليزاندر) التي تدلهم على آلهة النور ليتمكنوا من استعادة العرش. وفي مكان ما في الشمال وبعد انتصار (روب) في المعارك، يأمر (ثيون) بالذهاب ومحاولة التحالف مع (بالون غريجوي) و (كاتلين) تذهب للتفاوض مع (رينلي براثيون). وعند الجدار الشمالي، يذهب الحُراس لما خلف الجدار ليعثروا على منزل (ويلدنغ كراستر) وبناته. وفي القارة الشرقية، بعد أن تحركت (دينريس) مع شعبها، شعبها يموت جوعاً وليس لهم مأوى، فتقوم بإرسال الفرسان للبحث عن المساعدة.

## الإنتاج
سيناريو الحلقة كان من كتابة ديفيد بينيوف، ودي. بي. وايس، وأُختير آلان تايلور لإخراجها. كان كريمر مورجينثاو ‏ مديرًا لتصوير الحلقة، وفرانسيس باركر محررةً لها، أما موسيقى الحلقة التصويرية فكانت من تلحين رامين جوادي.

## نسب المشاهدة
| الموسم | الموسم | رقم الحلقة | رقم الحلقة | رقم الحلقة | رقم الحلقة | رقم الحلقة | رقم الحلقة | رقم الحلقة | رقم الحلقة | رقم الحلقة | رقم الحلقة | المتوسط |
| الموسم | الموسم | 1          | 2          | 3          | 4          | 5          | 6          | 7          | 8          | 9          | 10         | المتوسط |
| ------ | ------ | ---------- | ---------- | ---------- | ---------- | ---------- | ---------- | ---------- | ---------- | ---------- | ---------- | ------- |
|        | 1      | 2.22       | 2.20       | 2.44       | 2.45       | 2.58       | 2.44       | 2.40       | 2.72       | 2.66       | 3.04       | 2.52    |
|        | 2      | 3.86       | 3.76       | 3.77       | 3.65       | 3.90       | 3.88       | 3.69       | 3.86       | 3.38       | 4.20       | 3.80    |
|        | 3      | 4.37       | 4.27       | 4.72       | 4.87       | 5.35       | 5.50       | 4.84       | 5.13       | 5.22       | 5.39       | 4.97    |
|        | 4      | 6.64       | 6.31       | 6.59       | 6.95       | 7.16       | 6.40       | 7.20       | 7.17       | 6.95       | 7.09       | 6.84    |
|        | 5      | 8.00       | 6.81       | 6.71       | 6.82       | 6.56       | 6.24       | 5.40       | 7.01       | 7.14       | 8.11       | 6.88    |
|        | 6      | 7.94       | 7.29       | 7.28       | 7.82       | 7.89       | 6.71       | 7.80       | 7.60       | 7.66       | 8.89       | 7.69    |
|        | 7      | 10.11      | 9.27       | 9.25       | 10.17      | 10.72      | 10.24      | 12.07      | غ/م        | غ/م        | غ/م        | 10.26   |
|        | 8      | 11.76      | 10.29      | 12.02      | 11.80      | 12.48      | 13.61      | غ/م        | غ/م        | غ/م        | غ/م        | 11.99   |

## وصلات خارجية
- الشمال يتذكر على موقع IMDb (الإنجليزية)
- الشمال يتذكر على موقع ميتاكريتيك (الإنجليزية)
- الشمال يتذكر على موقع روتن توميتوز (الإنجليزية)
- الشمال يتذكر على موقع أول موفي (الإنجليزية)